# Glossotrophia falsaria
Glossotrophia falsaria är en fjärilsart som beskrevs av Herrich-Schäffer 1851. Glossotrophia falsaria ingår i släktet Glossotrophia och familjen mätare. Inga underarter finns listade i Catalogue of Life.